# Felip de Bèlgica (rei dels belgues)
Felip de Bèlgica (Castell del Belvedere -Palau de Laken-, 15 d'abril de 1960) és el rei dels belgues des de l'abdicació del seu pare, l'antic rei Albert II de Bèlgica, el 21 de juliol de 2013.
Va néixer al Castell del Belvedere, prop del Palau de Laken, el dia 15 d'abril de 1960, com a fill dels llavors prínceps de Lieja, el rei Albert II de Bèlgica i la princesa Paola Ruffo di Calàbria. Felip és net per via paterna del rei Leopold III de Bèlgica i de la princesa Àstrid de Suècia; mentre que per línia materna ho és del príncep Fulco Ruffo di Calàbria i de la comtessa Luisa Gazelli di Rossana e di Sebastiano.
Va seguir l'ensenyament secundari en neerlandès a l'escola de l'abadia de Sant Andreu de Zevenkerken. Va seguir una formació superior militars i universitària. Així, d'una banda ingressà l'any 1978 a la Reial Escola Militar de Bèlgica; i de l'altra, l'any 1982 inicià estudis a la Universitat d'Oxford que va completar amb una estada a la Universitat Stanford a Califòrnia, on es graduà l'any 1985 en ciències polítiques. L'any 1980 esdevingué segon lloctinent, i poc després obtingué el certificat necessari per esdevenir pilot de l'exèrcit belga. L'any 1989 fou elevat a la categoria de coronel i el 2001 a la d'almirall.
Durant molts anys, es pensava que seria l'hereu del rei Balduí de Bèlgica. Malgrat tot, la mort del rei dels Belgues l'any 1993 de forma inesperada feu que el successor de Balduí fos el seu germà, el rei Albert II de Bèlgica. Així mateix, la llarga solteria del duc de Brabant feu que la casa reial belga considerés la possibilitat d'elevar a la dignitat de princesa hereva a la germana de Felip, la princesa Àstrid de Bèlgica casada des de 1985 amb l'arxiduc Llorenç d'Àustria-Este.
De caràcter introvertit Felip de Bèlgica contragué matrimoni a Brussel·les amb Matilde d'Udekem d'Acoz, filla d'una família de l'aristocràcia flamenca. La unió fou considerada com un pas més d'integració de les dues comunitats –la flamenca i la valona–.
Casats des del 4 de desembre de 1999, la parella ha tingut quatre fills:
- Elisabet de Bèlgica, nada a Brussel·les el 2001.
- Gabriel de Bèlgica, nat a Brussel·les el 2003.
- Manuel de Bèlgica, nat a Brussel·les el 2005.
- Elionor de Bèlgica, nat a Brussel·les el 2008.

Arran del naixement de la seva primogènita, el Parlament de Bèlgica ordenà la supressió de la Llei Sàlica cosa que permeté que la princesa Elisabet esdevingués l'hereva del seu pare al tron del poble dels belgues. Igualment s'ha derogat la llei interna de la casa reial per la qual es prohibia la unió en matrimoni de qualsevol príncep belga amb un príncep neerlandès, aquesta llei provenia de les lluites per la independència de Bèlgica.
Els darrers anys, el príncep ha estat víctima de nombroses crítiques pel seu conservadorisme polític i social. Diverses polèmiques declaracions vinculades amb la diversitat nacional del país i les opcions polítiques que això generà han valgut al príncep diversos retrets per part de nombroses forces polítiques.